# Verzamelhandschrift
Een verzamelhandschrift is een met de hand geschreven document met daarin verschillende, soms niet bij elkaar behorende, teksten. 

## Situering
In de literatuur over handschriften spreekt men wel van een convoluut, maar dit woord kan ook betrekking hebben op een bijeengebonden verzameling gedrukte werken of op een gevouwen papier met gedroogde planten en een bijschrift (als onderdeel van een herbarium). Veel oude teksten zijn overgeleverd in een handschrift met meerdere teksten. 
Voor de kennis van bijvoorbeeld de Middelnederlandse literatuur is een klein aantal verzamelhandschriften van groot belang. Een beroemd voorbeeld is het Hulthemse handschrift met behalve de abele spelen ook de zogeheten sotternieën en tientallen kleinere teksten. Ook het Comburgse handschrift met onder andere Van den vos Reynaerde is een goed voorbeeld. Een verder voorbeeld van een handschrift met een gevarieerde inhoud is het Gruuthuse-manuscript. 
Er is een reeks Middelnederlandse verzamelhandschriften uitgegeven door neerlandici in samenwerking met of verbonden aan het Huygens Instituut van de Koninklijke Nederlandse Akademie van Wetenschappen in Den Haag.